# Der große Navigator
„Der große Navigator – Gott ist auch nur ein Mensch“ ist ein 80-minütiger Dokumentarfilm, der 2007 in Deutschland entstand. Autorinnen sind die Filmemacherinnen Sigrun Köhler und Wiltrud Baier, die durch Schotter wie Heu bekannt wurden und der Künstlergruppe „Böller und Brot“ angehören. Sujets sind die ostdeutsche Provinz und das Thema Glauben.

## Entstehung und Veröffentlichung
Der Film der Grimme-Preisträgerinnen wurde über den Zeitraum von fast einem Jahr auf DV und Super-16mm in Neubrandenburg, Schwerin, Wismar (Mecklenburg-Vorpommern) und Bad Liebenzell im Schwarzwald gedreht. Der große Navigator wurde von der Produktionsfirma „Böller und Brot“ in Koproduktion mit dem ZDF (Das kleine Fernsehspiel) hergestellt. Das Projekt wurde von Medien und Filmförderung Baden-Württemberg, Kulturelle Filmförderung Mecklenburg-Vorpommern sowie Akademie Schloss Solitude gefördert. Der große Navigator lief am 22. Dezember und 24. Dezember 2007 im ZDF in der Reihe „Das Kleine Fernsehspiel“. Kinostart war am 6. Dezember 2007 (Im Verleih GMfilms).

## Inhaltliche Schwerpunkte
Die Filmemacherinnen begleiten einen schwäbischen Christen in seinem neuen, ungewohnten Arbeitsgebiet bei Gesprächen mit Punks, Landratsangestellten und ehemaligen Sportlern.
Der evangelische Missionar Jakob Walter wird 1993 nach 22-jähriger Missionstätigkeit unter ehemaligen Kannibalen in Papua-Neuguinea nach Ostdeutschland versetzt. An verschiedenen Einsatzorten in Mecklenburg-Vorpommern stößt der Pietist von der Liebenzeller Mission an die Grenzen seiner pastoralen Möglichkeiten und hat angesichts seines Scheiterns selbst mit Glaubenszweifeln zu kämpfen. Der Dokumentarfilm lebt von vielen „klug-ironischen Metaphern und sagt über Glaubensfragen hinaus einiges über deutsch-deutsche Befindlichkeiten aus“. Arbeitsprinzip und Ideal der Autorinnen ist der „real existierenden Realismus“.
Der Titel „Der große Navigator“ ist eine Anspielung auf das Navigationssystem, mit dem Jakob Walter durch Mecklenburg-Vorpommern fährt und auch eine Anspielung auf Gott.

## Handlung
Mit Gott können die meisten Menschen in der einstigen Bezirksstadt Neubrandenburg nichts anfangen. Um ihnen näher zu kommen, spricht Walter die Leute in den unterschiedlichsten Lebensbereichen an: in Gymnastikgruppen, Spaßbädern und Einkaufszentren. Doch seine Fragen erscheinen hier lebensfremd. Dann versagt auch noch das Navigationssystem des Wagens, das den Mann zu den Landbewohnern führen soll. Nur über Umwege erreicht er sein Ziel auf dem Land.

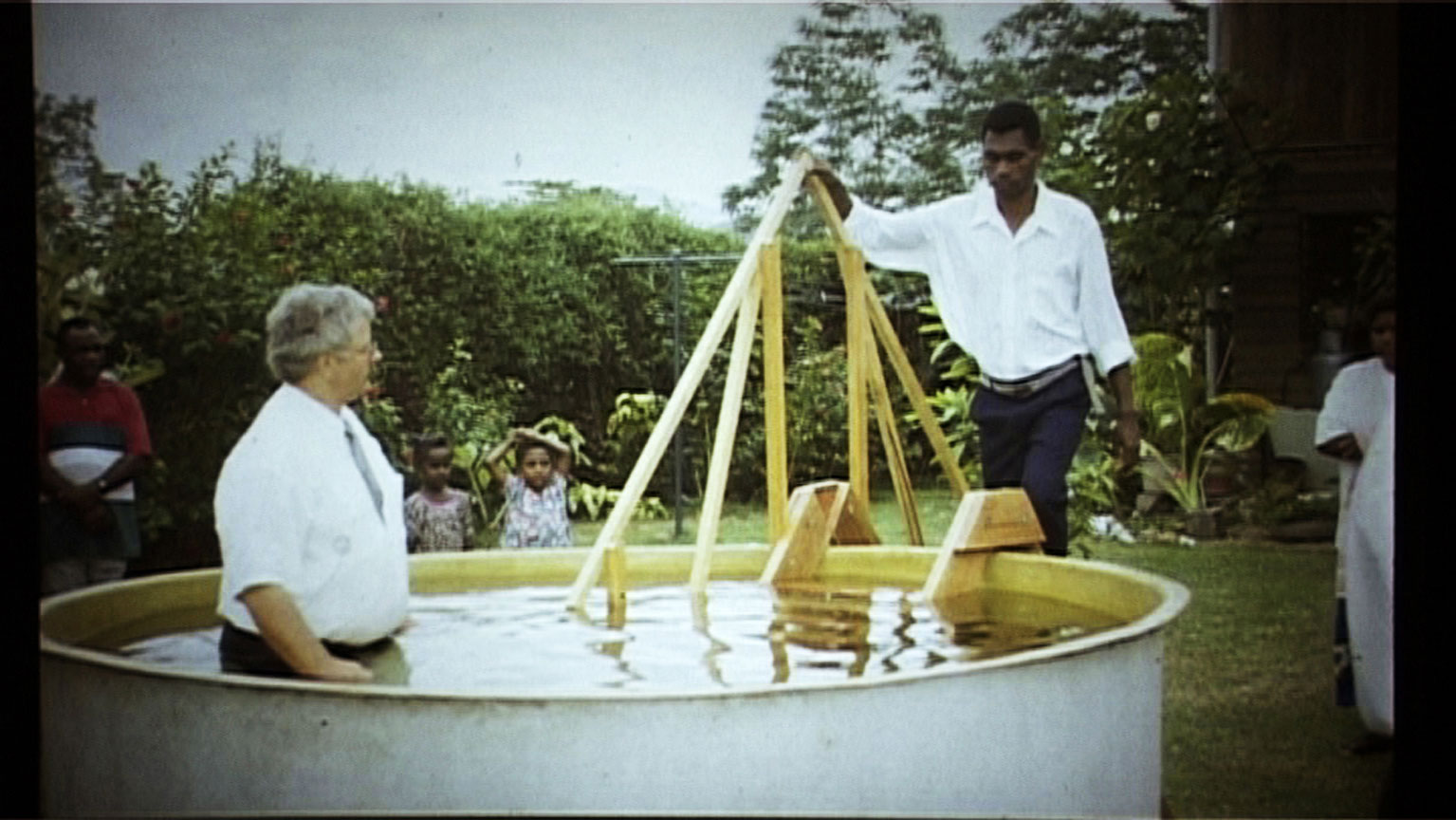
Missionar Jakob Walter bei einer Taufe in Papua-Neuguinea

Zu Missionsarbeit des Hauptdarstellers, die er zwei Jahrzehnte in dem pazifischen Inselstaat verrichtete, gehörte auch praktisches Handwerk. Über 20 Kirchen hat er mit eigenen Händen gebaut. Die praktische Veranlagung kommt ihm bei seiner missionarischen Tätigkeit zwar auch zugute. Aber die Schwierigkeiten liegen auf der mentalen, atmosphärischen Ebene. Der Alltag von Walters Gesprächspartnern sind Arbeitslosigkeit, Hoffnungslosigkeit, Angst und Armut. Sie wollen sich hart machen für den Daseinskampf. Mit dieser Abhärtung hat der Missionar zu kämpfen.
Walter verteilt das Kirchenblatt auf dem Wochenmarkt, doch kaum jemand will es haben. Die Frau vom Amt wehrt alle Versuche Walters ab, sich auf ein Glaubensgespräch einzulassen. Dazu hört man den Oktoberklub-Song: „Sag mir wo Du stehst“. In der zweiten Strophe heißt es darin: „Du gibst, wenn du redest, vielleicht dir die Blöße,/ noch nie überlegt zu haben, wohin. Du schmälerst durch Schweigen die eigene Größe. / Ich sag dir: Dann fehlt deinem Leben der Sinn!“ Walter versucht – meist vergeblich – Jugendliche zur christlichen Disko einzuladen. Mittels Straßenumfrage strebt er Kontakte an. Gesammelte Kurzinterviews gehören zu einer wiederholten Methode des Filmes.

## Kritik
„Ein Dokumentarfilm über den Glauben muss nicht zur theologisch-philosophischen Debatte beitragen. Dass der Film aber konsequent auf eine Reflexionsebene, auch nur eine Stimme jenseits von Ahnungslosigkeit, Gleichgültigkeit oder Naivität verzichtet, ist misslich, weil er es sich so allzu bequem macht zwischen den hier religiös völlig unmusikalisch dargestellten Ostdeutschen und den religiös ‚verstrahlten‘ Schwabenmissionaren. Dabei wären sicher auch die gezeigten Protagonisten zu klugen Sätzen in der Lage. Baier und Köhler dagegen begnügen sich bei dezenter Belustigung mit einem Stimmungsbild: Hier reden alle aneinander vorbei. Dabei zwinkern sie mit ihrer gefühlten Soziologie, die sie ‚real existierenden Realismus‘ nennen, dem Zuschauer zu: Aber wir sind ja so aufgeklärt.“

„Der Film polarisiert: … Export von Bananen und nun auch noch Religion in den Osten“ … ‚Sinnsuche auf verschiedenen Wellenlängen‘… ‚Genau diese Suche nach Antworten ist die wahre Größe des Films, die uns anrührt, angreift und zu eigenen Antworten zwingt. (August Geyler, DachKino Leipzig)‘ „…starke Bilder zweier, die sich wundern über die Menschheit in einem fremden Deutschland und über einen, der dort ein Wunder erhofft.“

## Sonstiges
Der Hauptdarsteller Jakob Walter verstarb nach längerer schwerer Krankheit am 12. Dezember 2008 in Neubrandenburg.